# Falcó gris
El falcó gris (Falco hypoleucos) és una espècie d'ocell rapinyaire de la família dels falcònids (Falconidae) que habita estepes i semideserts d'Austràlia. El seu estat de conservació es considera vulnerable a l'extinció.